# Gruppo di Forze del Nord
Il Gruppo di Forze del Nord (in russo Северная группа войск?, Severnaja gruppa vojsk) era una formazione militare dell'esercito sovietico di stanza in Polonia dalla fine della seconda guerra mondiale nel 1945, fino al 1993, quando furono ritirati all'indomani della caduta dell'Unione Sovietica. Sebbene ufficialmente considerati alleati ai sensi del trattato sul Patto di Varsavia, furono visti dalla maggior parte dei polacchi come una forza di occupazione.

## Storia

### Primi anni
Nell'estate 1944, durante l'operazione Bagration dell'Armata Rossa le forze sovietiche entrarono in Polonia per avanzare successivamente verso il territorio della Germania nazista. Dopo l'offensiva della Vistola-Oder all'inizio del 1945, tutta la Polonia fu liberata dall'occupazione nazista dall'esercito sovietico. Mentre la formale sovranità polacca fu quasi immediatamente ripristinata, la Polonia cadde di fatto sotto il controllo sovietico, mentre le forze militari e di sicurezza sovietiche agivano per assicurare che la Polonia sarebbe stata governata da un governo fantoccio, imposto dai sovietici.
Alla fine della guerra, la struttura dell'esercito sovietico venne riorganizzata da una modalità "tempo di guerra" a una "di pace". La Direttiva n° 11 097 del 10 giugno 1945 creò diverse nuove formazioni, note come "Gruppi di Forza", equivalenti ai distretti militari, ma utilizzati per il comando e l'amministrazione delle forze sovietiche al di fuori dell'Unione Sovietica stessa. Una di quelle nuove formazioni, a quel tempo composta da 300 000 a 400 000 uomini, doveva essere di stanza in Polonia. Si basava principalmente sul II° Fronte bielorusso del generale Konstantin Rokossovskij, precedentemente stanziato intorno al Meclemburgo al Brandeburgo). Con l'eccezione di Stettino, che rientrava nel territorio operativo del gruppo occidentale delle forze armate, il gruppo nord delle forze armate era situato interamente in territorio polacco.
Il governo comunista polacco, che in gran parte doveva la sua esistenza ai sovietici, firmò diversi accordi con l'Unione Sovietica che regolavano lo status e lo scopo delle truppe sovietiche.
Nel corso dei primi anni, le forze sovietiche aiutarono i comunisti polacchi a formalizzare il loro governo e a combattere la resistenza anticomunista, come i cosiddetti "soldati maledetti polacchi" o l'"esercito insorto ucraino". A questo proposito, vedi Operazione Vistola. Un altro importante compito del "gruppo settentrionale" fu quello di organizzare e trasportare le riparazioni di guerra dagli ex territori orientali della Germania confinanti con la Polonia dopo la seconda guerra mondiale, i cosiddetti "territori recuperati" all'Unione Sovietica. Queste azioni, che spesso comportarono il completo smantellamento delle strutture industriali, a volte avvenivano anche nei territori tradizionalmente a sovranità polacca. Questo ha causato inevitabili tensioni tra i sovietici e il governo polacco, che intendeva utilizzare le risorse di quei territori per ricostruire la Polonia.

## Guerra fredda
Nel 1949 l'Unione Sovietica aveva concluso trattati ventennali bilaterali di amicizia, cooperazione e assistenza reciproca con la Polonia e molti altri paesi, che di solito garantivano all'Unione Sovietica una presenza militare continua sul loro territorio. Il governo polacco, tuttavia, non aveva alcun controllo operativo sulle forze sovietiche. Il 17 dicembre 1956, i governi polacco e sovietico firmarono il trattato dedicato che avrebbe finalmente regolato la presenza militare sovietica in Polonia. Venne chiamato, '"Accordo sullo status giuridico delle truppe sovietiche temporaneamente di stanza in Polonia". Secondo il trattato del 1956, ulteriormente sviluppato in emendamenti più specifici, l'esercito sovietico in Polonia era limitato a 66 000 soldati, anche se i sovietici non rivelarono mai completamente quanto personale del gruppo settentrionale fosse di stanza in Polonia, mentre il governo polacco non aveva nessun diritto di ispezionare le basi sovietiche. Il trattato limitò anche il numero di basi sovietiche in Polonia a 39, mentre il numero effettivo di basi furono 79. I sovietici installarono anche armi nucleari senza informare il governo polacco. Il nome del trattato dichiarò la presenza militare sovietica come provvisoria, mentre in realtà il trattato non conteneva alcuna limitazione alla durata della loro permanenza, né alcuna disposizione sul loro ritiro. Fino all'accordo del 1956, le truppe sovietiche di stanza in Polonia furono viste da alcuni polacchi come occupanti il territorio polacco; anche in seguito furono di fatto esentati da qualsiasi controllo polacco e il loro ruolo di "forza alleata" stazionata nel territorio era considerato da molti come una mera rivendicazione di propaganda. La questione della cooperazione militare polacco-sovietica fu ulteriormente regolata l'anno successivo, e nel trattato di amicizia polacco-sovietico del 1965 che rifletteva il dominio sovietico sulla politica militare polacca.

## Gli obiettivi
Il "gruppo di forze del nord" aveva diversi obiettivi. Con l'inizio della Guerra Fredda, questo gruppo doveva agire, insieme con altri "Gruppi di Forze", come controparte delle forze alleate occidentali, in particolare degli Stati Uniti in Europa. Più tardi, a tale riguardo, rappresentava parte delle forze del Patto di Varsavia, in contrapposizione alle truppe della NATO. Il suo secondo obiettivo, molto meno accentuato nelle fonti pubbliche sovietiche era comunque cruciale: garantire la lealtà del governo comunista polacco e del suo esercito popolare; una politica coerente con la Dottrina Brezhnev, e applicata durante eventi critici, come la rivoluzione ungherese del 1956 o la primavera di Praga del 1968. Nel corso dell'ottobre polacco del 1956, furono mobilitate forze militari sovietiche, accompagnate da minacce messe in atto prima che la legge marziale in Polonia fosse introdotta nel 1980 al fine di arginare il progresso del movimento di Solidarnosc. Tutti gli obiettivi del "gruppo nordico" vennero condivisi con il gruppo delle forze di occupazione sovietiche in Germania nella Repubblica democratica tedesca e in misura minore con altri tre gruppi minori: il gruppo centrale delle forze presente in Cecoslovacchia dal 1968 in poi e il gruppo di forze del sud in Ungheria e, solo fino al 1958, in Romania.

## Le tensioni con i polacchi
La presenza di forze sovietiche sul territorio polacco causò, oltre al problema delle riparazioni di guerra, altri e diversi problemi. Sebbene non sostenuti dall'Alto comando sovietico, gli eccessi dei singoli soldati dell'Armata Rossa portarono a crescenti tensioni tra le forze sovietiche e la popolazione polacca. Gli archivi contemporanei contenevano diverse notizie di rapimenti, furti, stupri e omicidi attribuiti ai soldati sovietici all'indomani della seconda guerra mondiale; persino i comunisti polacchi erano a disagio, poiché nel 1945 il futuro presidente del Consiglio di Stato polacco, Aleksander Zawadzki, era preoccupato che "lo stupro e il saccheggio dell'esercito sovietico avrebbe potuto causare una guerra civile". Nel corso dei primi anni, l'Armata Rossa si appropriò delle risorse di cui aveva bisogno dal governo polacco senza pensare a un risarcimento, o trattando i polacchi come loro alleati. Ad esempio, quando il comandante del gruppo settentrionale, Konstantin Rokossovsky, decise che avrebbe dovuto avere sede a Legnica, ordinò a tutti i polacchi, compresi i funzionari comunisti che stavano organizzando la città e il governo provinciale, di liberare un terzo della città entro 24 ore; più tardi requisirono qualsiasi effetto personale che non era stato portato via. Questo incidente venne percepito dai contemporanei come un'azione particolarmente brutale, e le voci circolarono esagerando sulla sua gravità. In seguito, gli insediamenti polacchi in cui furono collocate le guarnigioni sovietiche furono celati in altri modi, ad esempio venendo rimossi da tutte le mappe ufficiali Sono circa 600 i cittadini polacchi morti tra il 1945 e il 1993 a causa di incidenti o crimini per i quali i soldati sovietici erano stati ritenuti responsabili. L'esercito sovietico, soggetto a molti privilegi finanziari (tasse ridotte, tariffe di importazione, ecc.), spesso si rifiutava di pagare per le risorse municipali che consumava, in particolare acqua, gas o elettricità. D'altra parte, le unità sovietiche hanno anche aiutato la popolazione locale con progetti infrastrutturali, raccolti o durante i disastri ambientali.
Dopo la caduta del comunismo in Polonia nel 1989, e con i segni della caduta dell'Unione Sovietica, il nuovo governo polacco chiese che le truppe sovietiche lasciassero la Polonia. A quel tempo il "gruppo settentrionale" si era già ridotto a 58 000 soldati, ma le sue installazioni militari erano ancora distribuite su circa 700 chilometri quadrati di territorio polacco. Dopo un nuovo trattato tra la fine del 1991 e il maggio 1992 e il ritiro della Polonia dal Patto di Varsavia, il governo sovietico accettò di ritirare le unità militari entro il 1992 per completare il ritiro entro il 1993. Le truppe sovietiche avevano già dato il via al ritiro dalla Polonia, con un primo gruppo in uscita nel 1991. Tutte le truppe lasciarono la Polonia entro la fine del 1993, l'ultima partenza avvenne il 18 settembre 1993 . Simbolicamente, il presidente polacco Lech Wałęsa li ha viste fuori il 17 settembre 1933, anniversario dell'invasione sovietica della Polonia nel 1939.

## Struttura

### Dopoguerra
Il "gruppo" aveva sede a Legnica, in Bassa Slesia, territorio occupato dall'esercito sovietico per un terzo della città come enclave extraterritoriale, sebbene per sei anni la sede operativa fosse a Świdnica. Altre importanti basi militari sovietiche erano situate a Bagicz, Białogard, Brzeg, Borne Sulinowo, Burzykowo, Chojna, Dębice, Kęszyca Leśna, Kluczewo, Kłomino, Nowa Sól, Oława, Przemków-Trzebień, Pstrąże, Świdnica, Świętoszów, il porto militare di Świnoujście, Szprotawa, Wschowa, Żagań. Quelle basi includevano 15 campi d'aviazione, 1 grande porto e 11 porti più piccoli.
Alla fine degli anni '40 le forze del GFN includevano:
- La 43ª armata era di stanza nella regione di Danzica - Świnoujście - Szczecinek, mentre uno dei suoi corpi era di stanza sull'isola danese di Bornholm. Tuttavia, fu sciolta nell'estate del 1946.
- La 65ª armata era di stanza nella regione di Łódź - Poznań - Breslavia. Nel 1946 fu creato il 7th Red Banner Tank Army, mentre la 65ª armata nel 1947 venne trasferita nel Distretto Militare Bielorusso. Dopo la creazione della 7ª armata di carri armati, il 18º corpo di fucilieri dal 12 giugno 1946 fu trasferito sotto il controllo del "gruppo nordico" delle forze armate, fino a quando fu sciolto nel luglio 1952.[23]
- La 52ª armata era di stanza nella regione Kielce - Częstochowa - Cracovia.
- Il 96º Corpo fucilieri era di stanza nella regione Łomża - Mława - Pułtusk.
- Il corpo di Cavalleria della 3ª Guardia era di stanza a Lublino.
- La 3ª Guardia a Corpo blindato era di stanza a Cracovia.
- Il 5º Corpo blindato era di stanza a Białystok.
- Il 10º Corpo blindato era di stanza a Krotoszyn.
- Il 20º Corpo blindato era di stanza a Breslavia. Questa formazione nel 1945 divenne la 20ª Divisione Tank.
- Elementi della 4ª Armata Aerea sovietica erano anche di stanza in Polonia: l'8º corpo da combattimento, sovietico il 4º corpo d'assalto aereo e sovietico e il 5º corpo bombardiere.

Complessivamente il "Gruppo delle Forze del Nord" era composto da eserciti terrestri e da uno aereo, quattro carri armati (dal luglio 1945 riorganizzati in divisioni di carri armati), 30 divisioni di carabine, 12 divisioni aeree, un corpo di cavalleria e 10 divisioni di artiglieria.
Complessivamente era composto da circa 300 000 - 400 000 soldati di stanza in Polonia. Questo numero fu rapidamente ridotto a seguito della smobilitazione postbellica.

### Metà degli anni '50
Nel 1955 la forza venne ridotta alle divisioni del 18°, 26°, 27°, alla 20ª divisione dei carri armati e alla 26ª divisione meccanizzata, che, probabilmente contava non più di 100 000 uomini.

### Anni '80 e primi anni '90

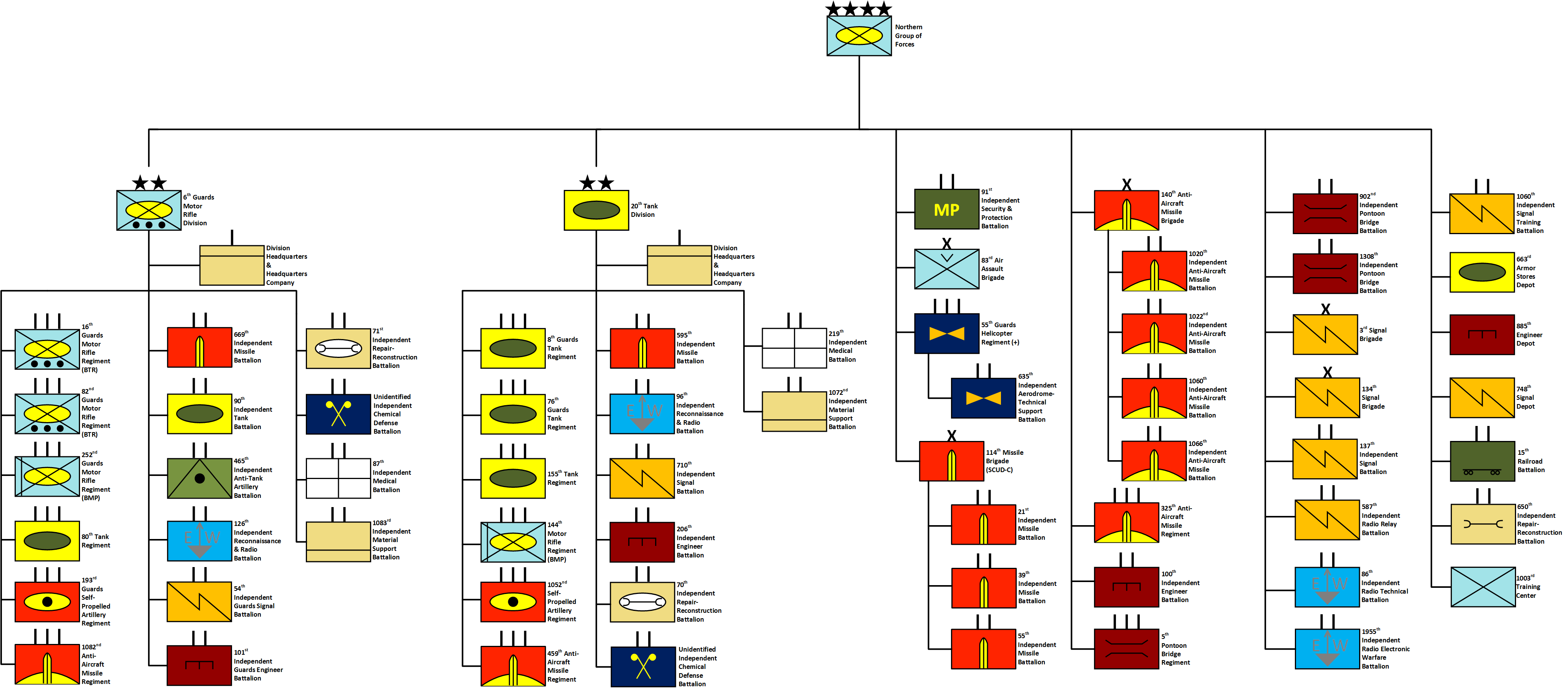
Gruppo delle Forze del Nord nel 1988

Nel 1986, a Białogard, venne separata l'83ª brigata d'assalto aerea.
Negli anni '80 le principali formazioni sovietiche presenti nel territorio polacco erano la 6ª divisione della divisione fucilieri a motore e 20ª divisione di carri armati. Il supporto aereo venne fornito dalla 4ª Armata Aerea.
Negli anni '90, quando si stava preparando a lasciare la Polonia, il gruppo contava circa 56 000 soldati, 600 carri armati, 400 pezzi di artiglieria e 200 aerei.
Il "gruppo settentrionale" pubblicava un suo giornale, la Znamia Pobiedy, in italiano, "bandiera della vittoria". Il "Gruppo del Nord" aveva schierato armi nucleari in almeno tre basi, con circa 178 asset nucleari, in crescita, alla fine degli anni '80, fino a 250.

## Personale

### Sovietico
Comandanti del gruppo di forze del nord
- Giugno 1945 - ottobre 1949: Maresciallo dell'Unione Sovietica Konstantin Rokossovskij
- Ottobre 1949 - agosto 1950: colonnello generale Kuz'ma Trubnikov
- Settembre 1950 - luglio 1952: tenente generale Aleksej Radzievskij
- Luglio 1952 - giugno 1955: tenente generale Michail Konstantinov
- Giugno 1955 - febbraio 1958: generale dell'esercito Kuz'ma Galickij
- Febbraio 1958 - marzo 1963: colonnello generale Georgij Chetagurov
- Marzo 1963 - giugno 1964: colonnello generale Sergej Marjachin
- Giugno 1964 - ottobre 1964: tenente generale Aleksandr Rudakov
- Ottobre 1964 - giugno 1967: colonnello generale Gleb Baklanov
- Giugno 1967 - novembre 1968: generale dell'esercito Ivan Škadov
- Dicembre 1968 - maggio 1973: colonnello generale Magomed Tankaev
- Giugno 1973 - luglio 1975: colonnello generale Ivan Herasymov
- Luglio 1975 - gennaio 1978: colonnello generale Oleg Kulišev
- Febbraio 1978 - agosto 1984: colonnello generale Jurij Zarudin
- Agosto 1984 - febbraio 1987: colonnello generale Aleksandr Kovtunov
- Febbraio 1987 - giugno 1989: colonnello generale Ivan Korbutov
- Luglio 1989 - giugno 1992: colonnello generale Viktor Dubynin
- Giugno 1992 - settembre 1993: colonnello generale Leonid Kovalëv

### Polacco
Rappresentante del Consiglio dei ministri polacco
- Giugno 1945 - 1946: colonnello Antoni Alster

Delegati del Comitato economico del Consiglio dei ministri
- Dicembre 1946 - luglio 1947: colonnello Julian Tokarski
- Luglio 1947 - maggio 1949: colonnello Wojciech Wilkoński
- Maggio 1949 - 1952: colonnello Teodor Kusznierek
- 1952 - 1957: colonnello Jan Kogut

Rappresentanti dell'esercito popolare polacco in materia di soggiorno delle forze sovietiche in Polonia
- Aprile 1957 - aprile 1968: generale di brigata Leszek Krzemień (conosciuto anche come Maks Wolf)
- Aprile 1968 - novembre 1972: generale di divisione Czesław Jan Czubryt-Borkowski
- Novembre 1972 - marzo 1977: generale di divisione Józef Stebelski
- Aprile 1977 - 1986: generale di divisione Michał Stryga
- 1986 - dicembre 1988: generale di divisione Zbigniew Ohanowicz
- Gennaio 1989 - ottobre 1990: generale di brigata Mieczysław Dębicki
- Ottobre 1990 - febbraio 1995: generale di brigata Zdzisław Ostrowski

## Conseguenze
L'esercito sovietico rimase di stanza in Polonia per 48 anni. Si stima che il suo soggiorno costasse allo stato polacco 62,6 miliardi di złoty, corrispondenti a circa 3,1 miliardi di euro, senza contare gli oggetti rimossi dal territorio polacco dopo la seconda guerra mondiale.
Tuttavia, il governo polacco decise di rinunciare a qualsiasi pretesa per assicurare una più rapida evacuazione delle truppe sovietiche. I sovietici sostenevano anche che i costi sostenuti dalla Polonia fossero bilanciati dai vari aiuti, ad esempio attraverso la costruzione di infrastrutture fornite nel corso degli anni dalle truppe sovietiche, nonché dalla liberazione dall'occupazione nazista e dal successivo mantenimento della sicurezza.
Nel 1994 il governo polacco ha approvato una legge sull'uso dei territori precedentemente utilizzati dalle forze sovietiche. La maggior parte di questi fu messa in vendita dal governo polacco. Alcune delle aree amministrate dai sovietici erano soggette a contaminazione ecologica e inquinamento da prodotti petroliferi, metalli pesanti, ordigni inesplosi. Questi territori, inoltre vennero danneggiati anche da anni di cattivo stato e scarsa manutenzione.